# Distretto di Bayramören
Il distretto di Bayramören (in turco Bayramören ilçesi) è uno dei distretti della provincia di Çankırı, in Turchia.